# Jeanne Cashman
Jeanne Cashman é a fundadora e directora executiva do Sojourners' Place, um abrigo em Delaware para homens e mulheres sem-abrigo que os ajuda a re-erguerem-se. Cashman fundou a Sojourners' Place em 1991. Ela fez os seus votos em 1972 e tornou-se educadora em Nova York e na Ursuline Academy em Wilmington, Delaware. Vendo a necessidade de um prazo em aberto para os sem-abrigo desenvolverem competências, ela abriu o Sojourners' Place, onde os moradores permanecem, em média, de seis a oito meses. 70% das pessoas que ficam com eles após a prisão saem com sucesso. Ela também faz parte do “God Squad” de Delaware que luta pela aceitação inter-religiosa. Juntamente com o rabino Peter Grumbacher e o luterano Rev. David Mueller, ela dá uma aula em equipa todos os mêses de fevereiro no Osher Lifelong Learning Institute da Universidade de Delaware em Wilmington.